# 維克托里夫卡 (盧甘斯克州)
48°42′32″N 38°21′1″E / 48.70889°N 38.35028°E
維克托里夫卡（烏克蘭語：Вікторівка）是位於烏克蘭東部的村莊，由盧甘斯克州北頓涅茨克區的波帕斯納市鎮負責管轄。該村始建於1920年，面積0.77平方公里，海拔高度188米，2001年人口185，人口密度每平方公里240.3人。